# Fryderyk z Namur
Fryderyk z Namur (ur. ok. 1070, zm. 27 maja 1121) – biskup Liège od 1119 z rodu hrabiów Namur.

## Życiorys
Fryderyk był młodszym synem hrabiego Namur Alberta III i Idy, córki księcia Saksonii Bernarda II. W 1119 został biskupem Liège. W staraniach o tę funkcję pokonał Aleksandra z Jülich, mimo że ten przekupił cesarza Henryka V – Fryderyka poparł arcybiskup Kolonii Fryderyk ze Schwarzenburga, a na synodzie w Reims wyświęcił go na biskupa papież Kalikst II. Fryderyk opanował Liège i obległ Aleksandra w Huy. Aleksander poddał się, lecz wkrótce Fryderyk zmarł i o otrucie go oskarżono Aleksandra. 
Fryderyk został pochowany w katedrze w Liège i był czczony jako w Liège jako święty.